# حركة متوسطة
في الميكانيكا المدارية،الحركة المتوسطة (التي يمثلها n) هي السرعة الزاوية المطلوبة لجرم فلكي لإكمال دورة واحدة، على افتراض سرعة ثابتة في مدار دائري الذي يتكمل في نفس وقت السرعة المتغيرة في المدار الإهليجي للجسم الفعلي، بمعنى اخر هي السرعة الزاوية المطلوبة لجرم ليكمل مدار واحد حول قطع ناقص مثالي مع نصف محور رئيسي محدد.
وهو يساوي 2 pi (π) مقسوما على الفترة المدارية.
وينطبق هذا المفهوم بشكل جيد على مجموعة صغيرة تدور حول الجسم الرئيسي الكبير. أو على جسمين بنفس الحجم تقريبا يدوران حول مركز كتلة مشترك.
الحركة المتوسطة تستخدم كتقدير تقريبي للسرعة المدارية الفعلية لعمل حساب أولي لموقع الجسم في مداره. هذا الموقع المتوسط يشتق بواسطة معادلة كبلر لإنتاج الموقع الحقيقي.

## تعريف
تحدد الفترة الزمنية للجسم لإكمال دورة واحدة بالحرف P، مع البعد الزمني. ومتوسط الحركة هي ببساطة دورة واحدة مقسمة من قبل هذا الزمن، أو:
{\displaystyle n={\frac {2\pi }{P}},\qquad n={\frac {360^{\circ }}{P}},\quad {\mbox{or}}\quad n={\frac {1}{P}},}
مع أبعاد الزاوية نصف القطرية في وحدة الزمن، درجات لكل وحدة زمنية أو الدورات في وحدة الزمن.
قوانين كبلر لحركة الكواكب، ومربع عدد الوقت الدوري يتناسب مع مكعب متوسط المسافة،
, أو:{\displaystyle {\frac {a^{3}}{P^{2}}}={\frac {\mu }{4\pi ^{2}}},}
حيث a نصف المحور الرئيسي أو متوسط المسافة، P هي الفترة المدارية، وμ هو ثابت لأي نظام جذبي معين.
من التعريف السابق للحركة المتوسطة نستنتج:
{\displaystyle P={\frac {1}{n}},}
حيث n هي في الدورات في وحدة الزمن.تحويل n إلى راديان في وحدة الزمن والجمع مع التعريف الوارد أعلاه لقوانين كبلر:{\displaystyle {\frac {\mu }{4\pi ^{2}}}={\frac {a^{3}}{\left({\frac {2\pi }{n}}\right)^{2}}},}
واختصارا:{\displaystyle \mu =a^{3}n^{2},}
وهو تعريف آخر لقوانين كبلر.μ، ثابت التناسب، لمعلمة الجاذبية،، تحدد من قبل كتل الأجرام المعنية وثابت الجاذبية النيوتونية، G، انظر أدناه. لذلك، تعرف n أيضا
{\displaystyle n^{2}={\frac {\mu }{a^{3}}},\quad {\mbox{or}}\quad n={\sqrt {\frac {\mu }{a^{3}}}}.}
توسيع الحركة المتوسطة عن طريق توسيع  μ ،:{\displaystyle n={\sqrt {\frac {G(M+m)}{a^{3}}}}\,\!,}
حيث  M هو عادة كتلة الجسم الرئيسي للنظام و m هو كتلة الجسم الأصغر.
هذا هو تعريف الجاذبية الكامل للحركة المتوسطة في نظام ثنائي الجسمين. في كثير من الأحيان في الميكانيكا السماوية، الجسم الرئيسي هو أكبر بكثير من أي من الاجسام الثانوية للنظام، حيث، M »m. وفي ظل هذه الظروف يصبح m غير مهم وقوانين كبلر هي ثابتة تقريبا لجميع الأجسام الصغيرة.
قانون كبلر الثاني لحركة الكواكب، وهو الخط الوهمي الذي يربط الشمس إلى الكوكب ويمسح مساحات متساوية في أزمنة متساوية، أو:ثابت{\displaystyle {\frac {dA}{dt}}={\text{constant}}}
لمدار جسمين dAdt هو المعدل الزمني للتغيير في المساحة الممسوحة.
ترك (dt = P)، حيث P الفترة المدارية، والمساحة الممسوحة هي المنطقة بأكملها للقطع الناقص، dA= πab، حيث a نصف المحور الرئيسي الأكبر و b هو نصف المحور شبه الصغير للقطع الناقص وبالتالي،:{\displaystyle {\frac {dA}{dt}}={\frac {\pi ab}{P}}.}
ضرب هذه المعادلة في 2،:{\displaystyle 2\left({\frac {dA}{dt}}\right)=2\left({\frac {\pi ab}{P}}\right).}
من التعريف السابق، الحركة المتوسطة  n  = 2πP.تعوض:{\displaystyle 2{\frac {dA}{dt}}=nab,}
والحركة المتوسطة أيضا:{\displaystyle n={\frac {2}{ab}}{\frac {dA}{dt}},}
الذي هو في حد ذاته ثابت كما a, b, وdAdt كلها ثابتة في الحركة الجسمين

### الحركة المتوسطة وثوابت الحركة
ونظرا لطبيعة حركة الجسمين في حقل الجاذبية المعتدل، جانبي الحركة لا تغير: الزخم الزاوي والطاقة الميكانيكية.
الثابت الأول، يدعى الزخم الزاوي المحدد، يمكن تعريفها بأنها
{\displaystyle h=2{\frac {dA}{dt}},}
واستبداله في المعادلة المذكورة أعلاه، الحركة المتوسطة أيضا:{\displaystyle n={\frac {h}{ab}}.}
الثابت الثاني، يسمى الطاقة المدارية المحددة، ويمكن تعريفة:{\displaystyle \xi =-{\frac {\mu }{2a}}.}
إعادة ترتيب وضرب في
1a2,
{\displaystyle {\frac {-2\xi }{a^{2}}}={\frac {\mu }{a^{3}}}.}
مما سبق اعلاة، مربع الحركة المتوسطة  n 2 = μa3. استبدال وإعادة ترتيب يمكن التعبير عن الحركة المتوسطة:{\displaystyle n={\frac {1}{a}}{\sqrt {-2\xi }},}
حيث -2 يدل على أن 'ξ' 'يجب تعريف كرقم سلبي، كما هي العادة في الميكانيكا المدارية والميكانيكا السماوية

## الحركة المتوسطة وثوابت الجاذبية
ثابت الجاذبية G (ثابت الجاذبية النيوتونية)، وثابت الجاذبية الضبابي k تستخدم عادة في الميكانيكا السماوية للنظام الشمسي من التعريفات أعلاه، الحركة المتوسطة هي:{\displaystyle n={\sqrt {\frac {G(M+m)}{a^{3}}}}\,\!.}
ووضع كتلة الشمس للوحدة M = 1. كتل الكواكب كلها أصغر بكثير،m ≪ M. لذلك، لكل كوكب معين،:{\displaystyle n\approx {\sqrt {\frac {G}{a^{3}}}},}
وأيضا مع المحور شبه الرئيسي كوحدة فلكية واحدة:{\displaystyle n_{1\;\mathrm {AU} }\approx {\sqrt {G}}.}
ثابت الجاذبية الضبابي k'k = √G,
لذلك، وفي ظل نفس الشروط المذكورة أعلاه، على أي كوكب معين:{\displaystyle n\approx {\frac {k}{\sqrt {a^{3}}}},}
ومرة بأعتبار المحور شبه الرئيسي وحدة فلكية واحدة،:{\displaystyle n_{1\;\mathrm {AU} }\approx k.}

## الحركة المتوسطة وزاوية وسط الشذوذ
الحركة المتوسطة تمثل أيضا معدل تغير زاوية وسط الشذوذ وبالتالي يمكن أيضا أن تحسب:{\displaystyle n={\frac {M_{1}-M_{0}}{t}}}
حيث M1 و M0 هي زاوية وسط الشذوذ في نقطة معينة من الزمن، و  t  هو الوقت المنقضي بين الاثنين.
M0 تشير إلى وسط الشذوذ في حقبة و  t  هو  الوقت منذ تلك الحقبة 

## الصيغ
للمعلمات المدارية للأقمار الصناغية الأرضية يتم قياس الحركة المتوسطة عادة في الدورات يوميا. في هذه الحالة،:{\displaystyle n={\frac {d}{2\pi }}{\sqrt {\frac {G(M+m)}{a^{3}}}}=d{\sqrt {\frac {G(M+m)}{4\pi ^{2}a^{3}}}}\,\!}
حيث:
- d هو كمية الوقت في اليوم،
- G  هو ثابت الجاذبية،
- *M وm هي كتل الأجسام التي تدور،
- a هو طول نصف المحور الرئيسي.

لتحويل من راديان في وحدة الزمن لثورات يوميا، مراعاة ما يلي:
{\displaystyle {\rm {{\frac {radians}{time\ unit}}\times {\frac {1\ revolution}{2\pi \ radians}}\times }}{\frac {d\ {\rm {time\ units}}}{1{\rm {\ day}}}}={\frac {d}{2\pi }}{\rm {\ revolutions\ per\ day}}}
من فوق، الحركة المتوسطة بالراديان في وحدة زمنية هو:
{\displaystyle n={\frac {2\pi }{P}},}
بالتالي الحركة المتوسطة في دورات اليوم الواحد:{\displaystyle n={\frac {d}{2\pi }}\cdot {\frac {2\pi }{P}}={\frac {d}{P}},}
حيث  P  هي الفترة المدارية، على النحو الوارد أعلاه.